# Bearded collie
Le bearded collie (parfois appelé colley barbu, collie barbu ou de façon plus courte beardy) est une race de chien de berger d'origine écossaise ou anglaise.
Chien actif, il peut être mis au travail à la garde de moutons, ou comme chien d'agrément. Son poil demande un entretien régulier. Ce chien est particulièrement docile, calme avec les enfants. 

## Historique
Cette race de chien était en vogue dans les années 1980, avec le bobtail. Sa relative difficulté d'entretien lui a fait préférer d'autres races plus petites ou à poil court. Parmi ses ancêtres figurent probablement des bergers polonais, des berger d'Écosse et des bobtails,. Ce chien a été utilisé pour la conduite de troupeaux de mouton dans les Highlands, : on trouve sa trace dans de rôle dès le XVIe siècle. Après la Seconde Guerre mondiale, à la fin des années 1940 et début des années 1950, une éleveuse anglaise, G.O Willson, est à l'origine des sujets tels qu'on les connaît aujourd'hui,.

## Description
C'est un chien de taille moyenne au corps plus long que haut, de construction solide : il mesure de 51 à 53 cm pour la femelle et de 53 à 56 cm pour le mâle, pour un poids de 20 à 30 kg,. Il a des poils longs, un sous-poil doux et serré, y compris sous la bouche : il semble porter une barbe,,.  Ses oreilles sont pendantes, de taille moyenne.

## Comportement
Ce chien déborde d’énergie et a besoin d'exercices, il ne convient pas à des maîtres âgés et inactifs, qui éprouvent des difficultés pour se déplacer,. Il est affectueux et apprécie la compagnie d'enfants. C'est un chient calme et non-agressif.

## Santé
Sa fourrure nécessite un entretien régulier. Sa robe doit être brossée tous les deux jours et peignée, pour que ses poils ne forment pas des nœuds. Il vit en moyenne entre 12 et 14 ans.
Il une santé assez solide. Il peut toutefois être atteint d’une maladie des yeux, l'atrophie rétinienne progressive, et souffrir de dysplasie de la hanche. Ses oreilles doivent également être inspectées régulièrement étant sujet aux otites.